# Défenseur syndical
En droit français, le défenseur syndical (anciennement appelé : défenseur ouvrier) est une personne qui exerce des fonctions d'assistance ou de représentation des salariés devant les conseils de prud'hommes et les pôles sociaux des cours d'appel.
Cette personne est désignée par une organisation syndicale ou professionnelle. Cette fonction a été créée par le législateur en 1958.

## Champ d'exercice
L'article 258 de la loi du 6 août 2015, dite loi Macron, redéfinit le champ d'exercice du défenseur syndical et encadre ses prérogatives.
Il est inscrit sur une liste arrêtée par l'autorité administrative au niveau régional, sur proposition des organisations d'employeurs et de salariés.
La liste des défenseurs syndicaux est consultable sur le site de la Dreets, au conseil des prudhomme, à la cour d'Appel de la région et à la préfecture de la région.

## Rémunération

### Dans les entreprises de plus de dix salariés[4]
Dans les établissements d'au moins onze salariés, le défenseur syndical dispose du temps nécessaire à l'exercice de ses fonctions, dans la limite de dix heures par mois. Le temps passé par le défenseur syndical hors de l'entreprise pendant les heures de travail pour l'exercice de sa mission est assimilé à une durée de travail effectif pour la détermination de la durée des congés payés et du droit aux prestations d'assurances sociales et aux prestations familiales ainsi qu'au regard de tous les droits que le salarié tient du fait de son ancienneté dans l'entreprise. Ces absences sont rémunérées par l'employeur et n'entraînent aucune diminution des rémunérations et avantages correspondants.
Les employeurs sont remboursés par l'État des salaires maintenus pendant les absences du défenseur syndical pour l'exercice de sa mission ainsi que des avantages et des cotisations sociales correspondants.

### Dans les entreprises de moins de onze salariés
Dans ces établissements, les défenseurs syndicaux ne bénéficient d'aucune rémunération.

### Indemnisation des déplacements
Indépendamment de la rémunération des temps relatifs à exercice de la fonction de défenseur syndical, les frais kilométriques de déplacement engagés à cette occasion font l'objet d'un remboursement semestriel après déclaration auprès de l'Agence de services et de paiement et transmission de l'attestation de présence remise par le greffe du conseil des prudhommes ou de la cour d'Appel lors de l'audience .
L'indemnisation des déplacements est calculée sur le tarif SNCF sur le trajet le plus court entre le domicile ou le lieu de travail habituel du défenseur et le siège du conseil de prud’hommes ou celui de la cour d’appel dès lors qu’ils couvrent une distance supérieure à cinq kilomètres ou que le déplacement n’est pas effectué en intégralité dans une ville dotée d’un service de transport régulier de voyageur 
.